# Suctobelbella parva
Suctobelbella parva är en kvalsterart som beskrevs av Chinone 2003. Suctobelbella parva ingår i släktet Suctobelbella och familjen Suctobelbidae. Inga underarter finns listade i Catalogue of Life.